# Amade ibne Muzaim ibne Cacane
Amade ibne Muzaim ibne Cacane (em árabe: أحمد بن مزاحم بن خاقان; romaniz.: Ahmad ibn Muzahim ibn Khaqan; lit. Amade, filho de Muzaim, filho de Cacane) foi o governador militar (uale al-jaixe - wālī al-jaysh) do Egito pelo Califado Abássida durante parte do ano de 868. Filho de Muzaim ibne Cacane, Amade sucedeu seu pai como governador após a morte do último. Após manter o posto por apenas dois meses, contudo, Amade morreu de causas não especificadas. Azjur, o Turco, que havia serviço como chefe da polícia (xurta) sob Muzaim e Amade, tornou-se então governador.